# Upplands runinskrifter 853

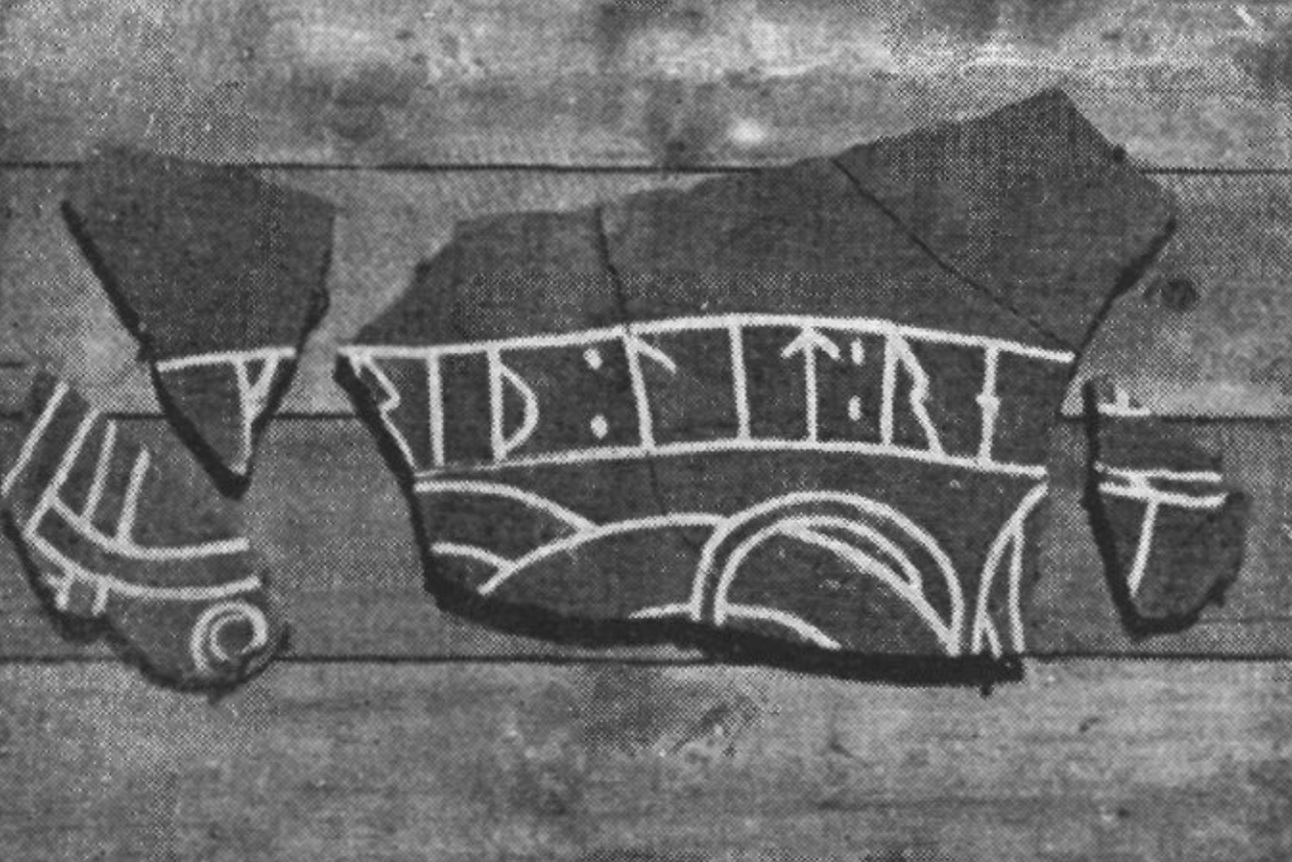
Runstensfragmenten U 853 från Balingsta fotograferade år 1900.

Upplands runinskrifter 853 är 7 sammanfogade fragment av en runsten från vikingatiden som hittades i trädgården utanför Skolhuset, Balingsta socken och Uppsala kommun. Det var 1894 som åtta runstensfragment vid en grävning i Balingsta skolas trädgård . Fem av dessa kunde fogas ihop till ett 0,51 meter sammanhängande stycke med en bredd på 0,32 centimeter. Materialet är röd sandsten med en tjocklek på 2,5 centimeter. Dessa fragment försvann emellertid och trots att eftersökningar gjordes kunde de inte återfinnas. Att runstensfragmenten återfanns i skolträdgården beror troligen på att trädgården tidigare anses ha varit en del av Balingsta kyrka kyrkogård.
Fragmenten återfanns emellertid på 1970-talet och nu kunde sju av dem sammanfogas till ett stycke med måtten 68 gånger 36 centimeter. Runhöjden är 7 centimeter. U 853 förvaras i Museum Gustavianum, Uppsala.
Eventuellt hör ytterligare 11 fragment utan runor till denna sten, nämligen de med signumet U Fv1975;168.

## Inskriften
Translitterering av runraden:
...-friþ : lit : re... ...
Normalisering till runsvenska:
...friðr let ræ[isa] ...
Översättning till nusvenska:
... -frid lät re(sa) ...
Det ofullständiga personnamnet har troligen varit ett kvinnonamn såsom Hallfrid(r), lgulfrid(r), Kaetilfriö(r) eller Odalfrid(r).